# Сейткалиев, Асылбек Жанбекович
Асылбек Жанбекович Сейткалиев (каз. Асылбек Жанбекұлы Сейітқалиев; 29 января 1992, Атырау, Казахстан) — казахстанский футболист, полузащитник клуба «Алтай».

## Карьера
Воспитанник атырауского футбола. Футбольную карьеру начал в 2011 году в составе клуба «Атырау». 3 июля 2011 года в матче против клуба «Кайсар» дебютировал в казахстанской Премьер-лиге.
В начале 2015 года перешёл в «Каспий».
В марте 2019 года стал игроком литовского клуба «Миния».
Летом 2019 года подписал контракт с клубом «Херена».

## Клубная статистика
| Игровая карьера | Игровая карьера    | Игровая карьера | Лига | Лига | Кубок | Кубок | Межд. | Межд. | Др. | Др. |
| --------------- | ------------------ | --------------- | ---- | ---- | ----- | ----- | ----- | ----- | --- | --- |
| 2011            | Атырау             | А               | 3    | 0    | —     | —     | —     | —     | —   | —   |
| 2012            | Атырау             | А               | 1    | 0    | —     | —     | —     | —     | —   | —   |
| 2013            | Атырау             | А               | —    | —    | 1     | 0     | —     | —     | —   | —   |
| 2015            | Каспий             | Б               | 14   | 3    | —     | —     | —     | —     | —   | —   |
| 2018            | Коралас (Клайпеда) | Б               | 6    | 0    | —     | —     | —     | —     | —   | —   |
| 2019            | Миния (Кретинга)   | Б               | 15   | 0    | 3     | 1     | —     | —     | —   | —   |
| 2021            | Атырау             | А               | —    | —    | 1     | 0     | —     | —     | —   | —   |
| 2022            | Атырау             | А               | 7    | 0    | 1     | 0     | —     | —     | —   | —   |
| 2023            | Улытау             | В               | 19   | 1    | 3     | 0     | —     | —     | —   | —   |